# 夢だけじゃ終わらない
『夢だけじゃ終わらない』（ゆめだけじゃおわらない）は、須藤あきらの2枚目のシングル。

## 内容
- 須藤あきらに改名以後2作目のシングルで、2枚目のアルバム『Night & Day』先行シングルとなった。テレビ朝日系『Jリーグ A GO GO』エンディング・テーマ。
- カップリング「私が贈ったラブソング」は自身が出演した『首都高速トライアルMAX』挿入歌。

## 収録曲
作詞：須藤あきら　編曲：Haward Killy
1. 夢だけじゃ終わらない
作曲：Haward Killy
2. 私が贈ったラブソング
作曲：小泉誠司
3. 夢だけじゃ終わらない (inst.)

## レコーディング参加
- Haward Killy - キーボード
- 野中則夫（BLOW） - ギター